# Stazione di Meta
La stazione di Meta è una stazione della ferrovia Circumvesuviana, sita nell'omonimo comune.
Si trova sulla ferrovia Torre Annunziata-Sorrento.

## Strutture e impianti
La stazione presenta due binari passanti, serviti da altrettante banchine collegate da un sottopassaggio. Il fabbricato viaggiatori ospita una biglietteria ed una piccola sala d'attesa.

## Movimento
Il traffico passeggeri è consistente ad ogni ora del giorno ed è ulteriormente incrementato, durante il periodo estivo, da turisti e bagnanti diretti alle spiagge del litorale cittadino. 
Vi fermano tutti i treni diretti a Napoli ed a Sorrento. 

## Servizi
La stazione dispone di:
- Biglietteria
- Sottopassaggio